# Finger food

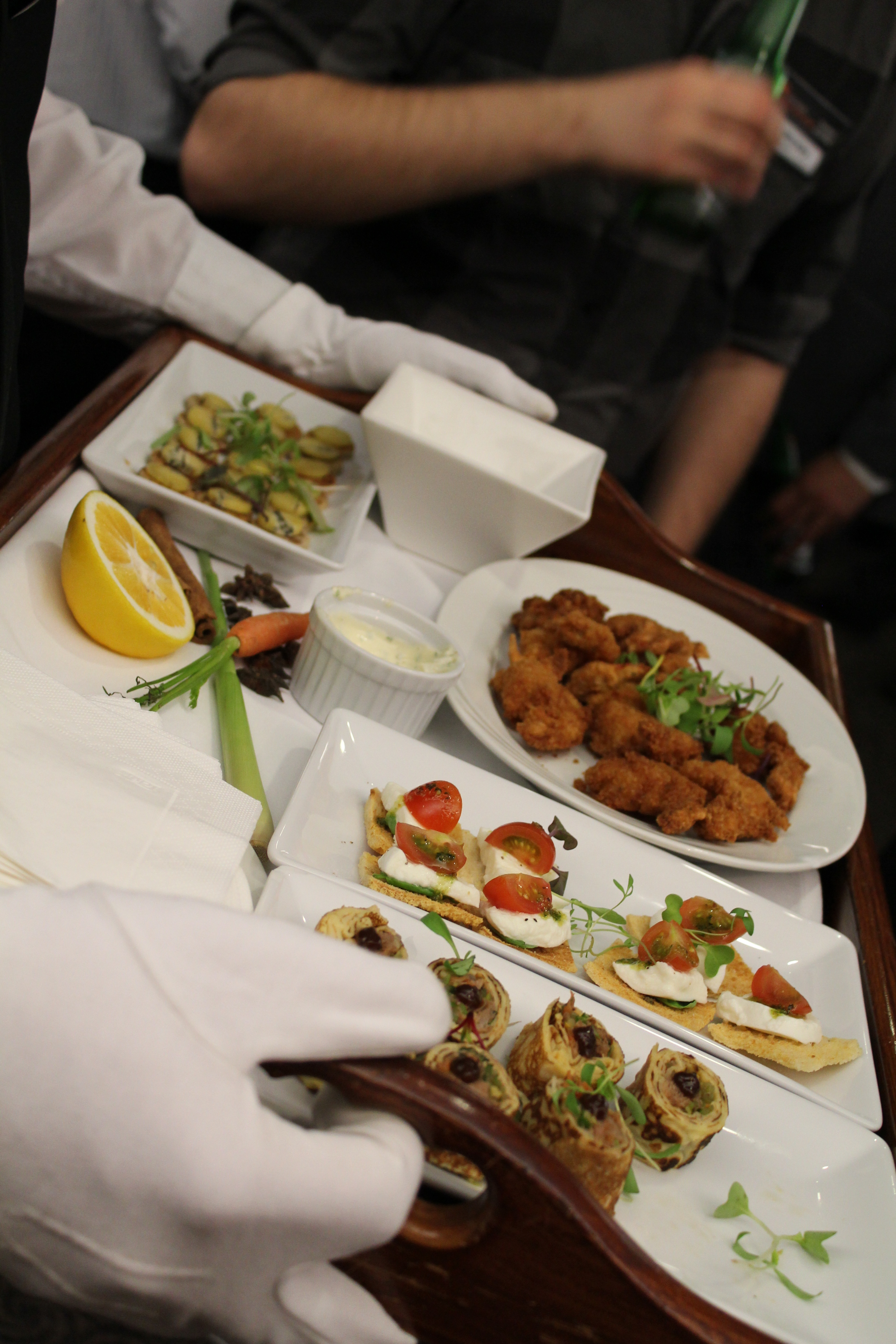
Exemple de finger food.

La finger food és la categoria d'aliment preparat per a ésser menjat directament amb els dits, sense estri com la forqueta o el ganivet.